# Ованес Туманян
Оване́с Тадево́сович Туманя́н (вірм. Հովհաննես Թադևոսի Թումանյան; 7 (19) лютого 1869, село Дсех, Вірменія — 23 березня 1923, Москва, Росія) — вірменський поет та письменник, громадський діяч.

## Біографія
Рід Туманянів походить від вірменського княжого (нахарарського) роду Маміконянів, від її гілки, яка правила в середні століття в селі Дсех (Лорі). Ованес Туманян народився в сім'ї священика. У 1878—1883 отримав початкову освіту в школі Степанавану, а потім перевівся до школи Нерсесян в Тіфлісі (Тбілісі), однак через матеріальні труднощі був змушений у 1887 р. залишити її і влаштуватися на роботу в Тіфліський вірменський народний суд, а пізніше — у Вірменську видавничу спілку.
Писати почав з середини 1880-х років, працював у вірменських газетах і журналах.
Здобув широку популярність після виходу збірки «Поезії» (вірм., 2 т., 1890—1892). У багатьох своїх творах Туманян звертається до нелегкої долі вірменського селянства, до різних сторін традиційного укладу його життя. На дану тематику його поеми: «Маро» (1887, опубл. 1892), «Сако з Лорі» (1889, опубл. 1890), трагедія «Ануш» (1890, опубл. 1892, А. Тіграняном до неї написана опера).
У 1899 в Тіфлісі створив літературний гурток «Вернатун», членом якого були видні вірменські поети, письменники, художники та композитори.
Був відомий також як громадський діяч, двічі був заарештований царським урядом. У 1912-21 рр.. був головою Кавказького союзу вірменських письменників, у роки Геноциду вірмен допомагав біженцям із Західної Вірменії (за що був нагороджений народним званням «Поет всіх вірмен»), виступав за перемир'я у вірмено-грузинської війні 1918 року. Після радянізації Вірменії очолював Комітет допомоги Вірменії.
Був у дружніх стосунках із багатьма вірменськими, грузинськими, російськими поетами та письменниками свого часу, перекладав із декількох мов (Байрон, Гете, Пушкін).
Помер у Московській лікарні, від раку. Похований у Тбілісі.
Ім'ям Туманяна названо місто у Вірменії, вулиці, в тому числі й в Києві, школи, йому встановлено пам'ятники. З 1953 року в Єревані (а пізніше і в селі Дсех) діє музей поета.
Зображено на сучасній купюрі 5.000 драм.

## Особисте життя
Мав міцну і велику сім'ю, 10 дітей — 4 сина та 6 дочок, деякі з яких згодом стали відомими діячами. Один із синів Туманяна Артавазд (1894—1918) загинув у 1918 році під час наступу турецьких військ на Кавказькому фронті. Троє інших синів — Мушег (1889—1938), Амлік (1896—1937) і Арег (1900—1938) були репресовані і розстріляні в епоху сталінізму. Відомими туманянознавцями були Седа і Ануш Туманяни.

## Твори
Багато творів Туманяна («Собака і кіт», «Смерть Кікоса», «Хоробрий Назар», «Ануш», «У вірменських горах», «Невезучий Панос», «Брехун» та інші) перетворилися на класику вірменської літератури. В основі багатьох поем («Взяття фортеці Тмук» (1902), «Глорія», «Парван», «Давид Сасунський»), балад і казок («Крапля меду», «Дурень») Туманяна лежить вірменський фольклор.